# MAD-1
El MAD-1 (Modular Advanced Design-1) es una computadora de escritorio compatible IBM PC lanzada por Mad Computers, Inc., de Santa Clara, California, en 1984. La computadora se destacó entre la prensa de la tecnología informática por su diseño modular único y su microprocesador 80186, este último que rara vez se usa en PC compatibles. Si bien recibió críticas positivas, se vendió mal y fue retirado del mercado un año después.

## Especificaciones
La MAD-1 es una computadora de escritorio compatible IBM PC que mide 12 pulgadas de ancho, 16 pulgadas de profundidad y 5,5 pulgadas de alto. La computadora fue destacada por la prensa tecnológica de la época por su diseño único que contrastaba con la IBM PC beige y las compatibles de la época.Su caja exterior era de color gris medio y presentaba bordes biselados prominentes y persianas a los lados a los lados.
Como sugiere el acrónimo ampliado Modular Advanced Design-1, la computadora es modular: dividida en dos mitades a lo largo del perímetro de la carcasa, con sus unidades de disco ocupando el módulo de datos en la parte superior y el resto de los circuitos de la computadora ocupando el módulo de computación en la parte inferior.La computadora venía en dos variantes: una con dos unidades de disquete de doble densidad de 5,25 pulgadas,y la otra con una de esas unidades de disquete además de un disco duro de media altura de 10 MB.El módulo de datos también contiene la fuente de alimentación de 160 vatios de la computadora; como tal, la computadora es prácticamente inutilizable sin ella. Con la computadora se incluía un monitor monocromático ámbar de 12 pulgadas, así como su teclado de 84 teclas de 18 pulgadas de ancho, que también presentaba un acabado gris (sus teclas eran de dos tonos: gris oscuro para las teclas de función y gris claro para las teclas alfanuméricas; ambos juegos de teclas presentaban letras rojas, negras y blancas, según su función).
Cada parte del MAD-1 se podía abrir aflojando dos tornillos de la parte posterior y levantando las tapas.Internamente, el MAD-1 cuenta con el microprocesador Intel 80186 puramente de 16 bits, evitando el uso de la PC de IBM del Intel 8088 de 8 bits y 512 KB de memoria RAM (ampliable a 704 KB).A diferencia de la PC de IBM, la MAD-1 estándar presenta solo una ranura de expansión ISA, y la única forma de expandir la memoria al máximo es ocupando esta única ranura con una tarjeta de expansión patentada que fue vendida por Mad Computers.Sin embargo, la compañía ofreció un módulo de expansión opcional agregando cuatro ranuras ISA más,conectándose a la parte posterior del módulo de computación de MAD-1 como un «tráiler».
El MAD-1 vino con una versión semi-personalizada de MS-DOS, llamada Mad MS-DOS. Mad MS-DOS es en gran medida compatible con el software que se ejecuta en el primero; sin embargo, la distribución incluida carecía de GW-BASIC y varios componentes vitales de PC DOS (implementación de IBM de MS-DOS), como GRAPHICS.COM y FDISK.COM.Mad Computers también vendió el MAD-1 con Venix (una variante de Unix) y CP/M-86 como sistemas operativos opcionales.

## Desarrollo
El MAD-1 fue desarrollado por Mad Computers, Inc., una empresa fundada por John Nafeh en 1982 en Santa Clara, California. Antes de fundar Mad, Nafeh había incorporado Multimedia Video, Inc. (MMV), en 1977 para distribuir la microcomputadora Apple II de Apple Computer en el Medio Oriente. MMV generó $430,000 en ventas de Apple II al Medio Oriente en 1979 y $4.9 millones en ventas en 1982.El precio inicial de la MAD-1 de 4.275 dólares era más alto que el de la IBM PC original a partir de la cual se modeló la computadora, en ese momento. El representante de ventas de Mad, Paul Schaut, explicó: «Una vez que entras en el juego de precios, terminas incursionando en descuentos, comercialización masiva y persiguiendo constantemente los recortes de precios de IBM para mantenerte entre $ 600 y $ 700 más baratos. ... Planeamos seguir siendo competitivos con IBM, pero no vendemos el sistema solo por el precio. La compatibilidad con la PC de IBM es solo una de nuestras características».
El MAD-1 fue uno de los pocos IBM PC compatibles basados en el procesador 80186.Una escasez de procesadores 80186 a mediados de 1983 retrasó su fecha de lanzamiento original desde la primavera de 1983 hasta finales de 1983.Mad pudo asegurar 20.000 procesadores por una cantidad equivalente de unidades fabricadas a finales de 1983,y lanzó el MAD-1 en enero de 1984.

## Ventas y recepción
Mad Computers fabricó 20 000 unidades para su ciclo de producción inicial del MAD-1 en enero de 1984.La empresa vendió la computadora en los Estados Unidos a través de una red de distribuidores de 200 puntos de venta minorista y revendedores corporativos.En el Reino Unido, la computadora se vendió a través de MBS Microtex.El MAD-1 recibió críticas muy positivas en la prensa informática. Sin embargo, se vendió mal, y Mad Computer tuvo que apelar a la prensa informática para una expansión de su red de distribuidores en el verano de 1984.Ese mismo verano, Mad Computers demandó a Apple Computer, acusando a este último de comportamiento de monopolio al abandonar el MMV de Nafeh como distribuidor una vez que se enteraron del desarrollo del MAD-1.Mad Computers descontinuó el MAD-1 en 1985 y abandonó el mercado de las computadoras por completo durante casi la mitad del año. Resurgieron como Mad Intelligent Systems en mayo de 1985 y comenzaron a vender clones de PC IBM más genéricos a través de su socio comercial Philips.

## Citas
- Avant, Harry (Febrero de 1985). «Mad-1 Computer: Latest Warrior in the PC Arena». Interface Age (McPheters, Wolfe and Jones) 10 (2): 45. ProQuest 236274031 (requiere suscripción)
- Carlson, Susan (13 de junio de 1983). «Mad's Micro, Priced over PC, Faces Delay». ISO World (CW Communications) 6 (11): 13. (requiere suscripción)
- Chin, Kathy (16 de enero de 1984). «Chip shortage slows micro manufacturing». InfoWorld (CW Communications) 6 (2–3): 99-100.
- Foster, Edward S. (Septiembre de 1984). «Ease of Use Is Key to New Business Products: Power and Function Are Keys to New Computer». Personal Computing (Ziff-Davis) 8 (9): 17. (requiere suscripción)
- Freeze, Ken (24 de septiembre de 1984). «MAD-1 Computer». InfoWorld (IDG Publications) 6 (39): 113-115.
- Jenkins, A. (2 de octubre de 1984). «Compatibles: The Move to Diversify». PC Week (Ziff-Davis) 1 (39): 31-45. (requiere suscripción)
- Poor, Alfred (24 de julio de 1984). «A Sporty Compatible». PC Magazine (Ziff-Davis) 3 (14): 128-131.
- Raess, John (25 de julio de 1984). «Small computer firm claims Apple targeted it for 'destruction'». The Peninsula Times Tribune: B10.
- Robinson, P. (Septiembre de 1984). «The MAD-1: Stylish Design and Fast Processing Distinguish This IBM Compatible». Popular Computing (McGraw-Hill) 3 (11): 127-128. (requiere suscripción)
- Staff writer (23 de enero de 1984). «Mad Set to Ship IBM-Like System». Computer Retail News (UBM LLC) (39): 95. (requiere suscripción)
- Staff writer (16 de julio de 1984). «Start-Up Mad Computer Kicks Off Dealer-Recruitment Program». Computer Retail News (UBM LLC) (62): 68. (requiere suscripción)
- Staff writer (Septiembre de 1984). «Mad for the UK». Business Systems & Equipment (Maclean Hunter): 15. (requiere suscripción)
- Staff writer (1989). «MAD Intelligent Systems, Inc.». AI Trends: Annual Report 1989. DM Data Inc. p. 248.
- Webster, Robin; Hart, Glenn A. (3 de abril de 1984). «Lifting the Veil of Compatibility». PC Magazine (Ziff-Davis) 3 (6): 131-144.

- Datos: Q116867509